# Samir Guesmi

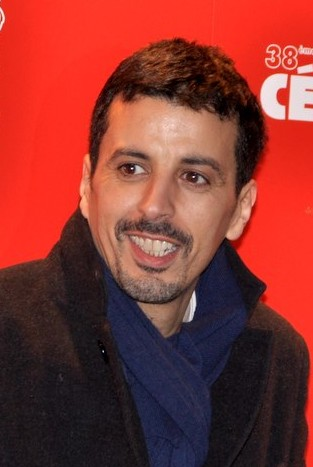
Samir Guesmi 2013

Samir Guesmi (* 7. Oktober 1967 in Paris) ist ein französischer Schauspieler.

## Leben
Samir Guesmi wuchs in einer Familie algerischer Einwanderer mit acht Kindern auf. Er studierte Schauspiel an der Académie Stéphane Gildas. Obwohl er bereits 1988 in Der gelbe Revolver und 1992 in IP5 – Insel der Dickhäuter und Wilde Nächte mitspielte, konnte er sich erst nach seinem Abschluss beim französischen Film etablieren. Er spielte unter anderem in Ghettogangz – Die Hölle vor Paris, Kein Sterbenswort und Ca$h mit. Für Camille – Verliebt nochmal! wurde er für den César 2013 als Bester Nebendarsteller nominiert.

## Filmografie (Auswahl)
- 1988: Der gelbe Revolver (Jaune revolver)
- 1992: IP5 – Insel der Dickhäuter (IP 5 – L’île aux pachydermes)
- 1992: Wilde Nächte (Les nuits fauves)
- 1993: Kommissar Navarro (Navarro, Fernsehserie, 1 Folge)
- 1994: Julie Lescaut (Fernsehserie, 1 Folge)
- 1999: Die Skrupellosen (Les vilains)
- 2001: Es ist nie zu spät (J’ai tué Clémence Acéra)
- 2001: Betty Fisher et autres histoires
- 2002: Der Kodex (La mentale)
- 2003: Eine einmalige Chance (Violence des échanges en milieu tempéré)
- 2003: Weil sie ein Mädchen ist (Une grande fille comme toi)
- 2004: Ghettogangz – Die Hölle vor Paris (Banlieue 13)
- 2004: Schau mich an! (Comme une image)
- 2005: Anthony Zimmer
- 2006: Der Oberst und ich (Mon colonel)
- 2006: Kein Sterbenswort (Ne le dis à personne)
- 2006: Mozart der Taschendiebe (Le Mozart des pickpockets)
- 2006: Selon Charlie
- 2007: Anna M.
- 2007: Außer Kontrolle (Ravages)
- 2007: Zimmer 401 – Rückkehr aus der Vergangenheit (La disparue de Deauville)
- 2008: Ca$h
- 2008: Ein Weihnachtsmärchen (Un conte de Noël)
- 2008: Engrenages (Fernsehserie, 5 Folgen)
- 2009: Serie in  Schwarz (Suite Noire; Fernsehreihe, 1 Folge)
- 2011: Die geheimnisvolle Fremde (La femme du Vème)
- 2011: Mein liebster Alptraum (Mon pire cauchemar)
- seit 2012: The Returned (Les revenants, Fernsehserie)
- 2012: Camille – Verliebt nochmal! (Camille redouble)
- 2012: Télé gaucho
- 2013: Gare du Nord
- 2015: Nur Fliegen ist schöner (Comme un avion)
- 2016: Der Effekt des Wassers (L’effet aquatique)
- 2017: Die Frau mit Vergangenheit (La bête curieuse)
- 2017: Madame Aurora und der Duft von Frühling (Aurore)
- 2017: La Mélodie – Der Klang von Paris (La mélodie)
- 2018: Der Flohmarkt von Madame Claire (La dernière folie de Claire Darling)
- 2019: The Collapse (L'Effondrement, Fernsehserie, eine Folge)
- 2019: Das Land meines Vaters (Au nom de la terre)
- 2020: Ibrahim (auch Regie)
- 2021: Madame Claude
- 2022: Wohin mit Jacques? (Qu’est-ce qu’on va faire de Jacques?)
- 2022: Un été comme ça
- 2022: Une mère
- 2022: Ailleurs si j’y suis
- 2023: Avant que les flammes ne s’éteignent